# Elesa+Ganter
Elesa+Ganter is een internationale fabrikant van standaard machine-elementen, met hoofdvestigingen in Italië en Duitsland. Het bedrijf is gespecialiseerd in de productie van componenten zoals handwielen, knoppen, hendels, scharnieren, grepen en positioneersystemen voor industriële toepassingen. De producten van Elesa+Ganter worden wereldwijd gebruikt in sectoren zoals de machinebouw, medische technologie, levensmiddelenindustrie en maritieme maakindustrie.

## Geschiedenis
Het bedrijf ontstond in 1971 uit een samenwerking tussen het Italiaanse Elesa S.p.A., opgericht in 1941 in Monza, en het Duitse Otto Ganter GmbH & Co. KG, opgericht in 1894 in Furtwangen im Schwarzwald. Beide bedrijven brachten hun expertise samen om een gezamenlijk assortiment van gestandaardiseerde machine- en bedienelementen aan te bieden onder de merknaam Elesa+Ganter.
Sindsdien is het assortiment uitgegroeid tot meer dan 100.000 standaardproducten, waarvan een groot deel direct uit voorraad leverbaar is. De samenwerking is gebaseerd op gedeelde engineering, gestandaardiseerde productontwikkeling en wereldwijde distributie.

## Producten en toepassingen
Elesa+Ganter ontwikkelt en produceert een breed scala aan componenten, waaronder:
- Handwielen, sterknoppen en klemhendels
- Scharnieren en sluitingen
- Beugelgrepen en buisgrepen
- Oliepeilglazen, vuldoppen en hydrauliek onderdelen
- Positioneersystemen, indexeerelementen en vergrendelpennen

De producten zijn beschikbaar in verschillende materialen, zoals thermoplasten, metaal, roestvaststaal (AISI 303, 304, 316) en titanium voor veeleisende omgevingen. Veel componenten zijn conform internationale normen (DIN, ISO) en sommige zijn voorzien van hygiënische of antistatische eigenschappen.

## Internationale aanwezigheid
Elesa+Ganter is actief in meer dan 60 landen via dochterondernemingen, distributeurs en agentschappen. Het bedrijf heeft productievestigingen in Duitsland en Italië, en verkoopkantoren in onder andere Frankrijk, het Verenigd Koninkrijk, de Verenigde Staten, China, Nederland, Spanje en India.

## Innovatie en duurzaamheid
Het bedrijf investeert continu in productontwikkeling, waarbij gebruik wordt gemaakt van CAD-configuratoren, testlaboratoria en interne prototyping. Er is aandacht voor ergonomisch design, materiaaloptimalisatie en toepassingen die voldoen aan de richtlijnen voor voedselveiligheid en corrosiebestendigheid.
Daarnaast richt Elesa+Ganter zich op milieuvriendelijke productieprocessen en energie-efficiëntie in logistiek en productie.